# Adam Godley
Adam N. Godley, född den 22 juli 1964 i Amersham, är en brittisk skådespelare.
Godley har medverkat i ett stort antal TV- och filmproduktioner samt teater- och musikaluppsättningar där han bland blivit nominerad till två Tony awards och fyra Laurence Olivier Awards. I den svenska kriminalserien Fallet spelade han polisen Tom Brown, en av seriens huvudroller. I filmen The Old Curiosity Shop spelade han Sampson Brass, en av seriens större roller.

## Filmografi (i urval)
- 2007 – Son of Rambow
- 2007 – The Old Curiosity Shop
- 2007 – Elizabeth: The Golden Age
- 2012 – Battleship
- 2017 – Fallet (TV-serie)
- 2019–2024 – The Umbrella Academy (TV-serie)
- 2020–2023 – The Great (TV-serie)